# Evliya Çelebi
Evliya Çelebi (turcă otomană: اوليا چلبی ,cunoscut și sub numele de Derviş Mehmed Zilli; n. 25 martie 1611, Constantinopol, Imperiul Otoman – d. 1682, Cairo, Imperiul Otoman) a fost un istoric, geograf, scriitor și unul din cei mai cunoscuți călători otomani, care a colindat timp de 40 de ani teritoriile Imperiului Otoman și regiunile vecine.

## Biografie
Născut în 1611 la Istanbul, fiul unui bijutier al Curții otomane, a avut parte de o educație excelentă. La început călătorea prin Istanbul și lua notițe despre clădiri, piețe, obiceiuri și cultură. În 1640 începe să călătorească și în afara orașului. Pentru aproape 40 de ani va străbate în lung și-n lat teritoriile Imperiului, observând, descriind și scriind notițe despre diverse popoare, culturi și obiceiuri locale. 

## Cartea călătoriilor ("Seyahatname")
Din colecția de notițe adunate de Çelebi a fost publicată o lucrare în 10 volume intitulată Cartea călătoriilor (Seyahatname), în care descrie ținuturile Imperiului Otoman. Deși multe din descrierile sale erau scrise într-o manieră puțin exagerată, cartea a devenit un ghid foarte util al culturii și stilului de viață din Imperiul Otoman al secolului XVII și o sursă inestimabilă de informații istorice, arheologice, etnografice și geografice.

## Descrierea Banatului
În 1660 Celebi vizitează Banatul și poposește la Timișoara, despre care scrie în Cartea călătoriilor că avea peste 36.000 de locuitori care locuiau în 10 suburbii din jurul cetății. Aceasta avea la rândul ei o garnizoană de 10.000 de soldați. Despre cetate Celebi scrie că avea în interiorul fortificațiilor 1200 de case, peste 400 de magazine, 4 băi publice, 7 școli, 3 restaurante și 3 ateliere de confecții.
Evliya Çelebi a vizitat, de asemenea, orașele transilvănene Turda, Beiuș și Cluj.